# Eskiya – Der Bandit
Eskiya – Der Bandit (Originaltitel: Eşkıya) ist ein türkischer Spielfilm aus dem Jahr 1996. Mit mehr als 2,4 Millionen Zuschauern war er einer der erfolgreichsten türkischen Filme. Der Film kam mit deutschen Untertiteln am 16. Oktober 1997 in die deutschen Kinos, in die schweizerischen am 23. Januar 1998.

## Handlung
Der gealterte Baran wird nach 35 Jahren aus dem Gefängnis entlassen. Er war früher Bandit in den Bergen von Cudi und als Meisterschütze bekannt. Als er zu seinem Dorf zurückkehrt, stellt er fest, dass es unter dem Wasser eines Stausees liegt. Nur eine alte verwirrte Frau lebt noch da. Sie verrät ihm, dass Baran damals von seinem besten Freund Berfo verraten wurde. So konnte er um die Hand der Jugendliebe Barans Keje anhalten. Baran erfährt, dass die beiden nach Istanbul gegangen sind und macht sich auch zum ersten Mal in seinem Leben dorthin auf den Weg.
Unterwegs lernt er den kleinen Ganoven Cumali kennen und hilft diesem aus einer gefährlichen Situation. Cumali fühlt sich dem alten Mann verbunden, der ihm hilflos und etwas verrückt erscheint, und besorgt ihm ein Zimmer in einem schäbigen Hotel, in dem auch er wohnt. Nach einigen Tagen erfolgloser Suche sieht Baran den Mann, den er sucht, im Fernsehen: dieser hat seinen Namen geändert und ist einer der reichsten Männer Istanbuls geworden. Außerdem ist er krank und auf einen Rollstuhl angewiesen. Baran sucht sein Haus auf und wird tatsächlich vorgelassen.
Der frühere Freund erzählt ihm seine Sicht der Geschichte: Er habe Keje entführt, seinen Freund verraten, und die vielen Sünden, die er für sie begangen habe, seien der Beweis für seine Liebe. Das Problem sei nur, dass Keje seit 35 Jahren, seit er sie mit Barans Geld von ihren Eltern kaufte, kein Wort mehr mit einem Menschen gesprochen habe. Er fordert Baran auf zu Keje zu gehen, und tatsächlich spricht sie mit ihm und erklärt, dass sie 35 Jahre auf ihn gewartet hat. Er verspricht ihr sie bald zu holen und verlässt das Haus.
Unterdessen gerät Cumali in große Schwierigkeiten. Die Frau, die er liebt, will 200 Millionen Lira von ihm, um ihren Bruder aus dem Gefängnis zu befreien. Cumali besorgt das Geld, indem er für einen mittleren Drogenboss arbeitet und von diesem Geld unterschlägt. Als der „Bruder“ jedoch befreit ist, entpuppt er sich als Liebhaber von Cumalis Freundin. Cumali stellt die beiden in einem Hotelzimmer. Obwohl Baran versucht, ihn davon abzuhalten, erschießt er beide.
Zu allem Überfluss wird Cumali nun von dem Drogenboss festgehalten und mit dem Tod bedroht. Baran, der eigentlich mit dem Verbrechen abgeschlossen hat, bürgt für ihn und verspricht, das Geld zu besorgen. Er bekommt einen Scheck von Kejes Mann; dafür wird Keje bei diesem bleiben und nicht mit Baran fortgehen. Baran und Keje verabschieden sich voneinander. Der Drogenboss bekommt den Scheck, und Cumali wird freigelassen. Weil er wegen des Mordes an seiner Freundin gesucht wird, will er mit Baran in die Berge gehen.
Plötzlich wird Cumali auf offener Straße von den Schergen des Drogenbosses erschossen: der Scheck war nicht gedeckt. Baran findet Cumali auf dem Dach des Hotels und ist bei ihm, als er stirbt. Zornig nimmt Baran seine alte Lebensweise als Bandit wieder auf und rächt Cumali. Er nimmt dessen Waffe an sich, sucht Kejes Mann auf und erschießt ihn. Danach tötet er den Drogenboss und alle seine Männer.
Für eine Weile gelingt es Baran, sich auf den Dächern der Stadt zu verbergen; schließlich wird er von der Polizei gestellt und es kommt zu einer nächtlichen Schießerei. Der Film nimmt in den letzten Szenen eine mystische Wendung: Baran verliert ein Amulett, das ihn vor Kugeln geschützt hatte; im Licht eines zufällig stattfindenden Feuerwerks läuft er auf die Polizisten zu. Von Kugeln durchsiebt, aber unaufhaltsam, läuft er auf den Rand des Daches zu und springt nach kurzem Innehalten hinunter; im Absprung löst sich seine Gestalt in nichts auf. Gleichzeitig erscheint eine Sternschnuppe, denn, wie man zuvor erfahren hat, alle gestorbenen Banditen verwandeln sich in Sterne. Keje sieht die Sternschnuppe und sagt an Baran gerichtet, dass sie sich bald wiedersehen werden.

## Kritik
- Tobias Lehmann schrieb: „Generell ein schöner Gangsterfilm, handlungsmäßig natürlich nichts neues, aber die Exotik der Türkei und ein toller, exotischer Hauptdarsteller als alternder Bandit bringen neue Elemente mit. Leider ist der Film zu lang, irgendwann zieht die Handlung, entgegen dem Rhythmus, nicht mehr an. Das Hin-und-her zwischen Gefangennahmen und Befreiungen zieht sich etwas zäh bis zum finalen Showdown.“[3]

## Auszeichnungen
- 1997: Bogey Award
- 1998: Goldener Delfin beim Festróia

In den Top 250 der Internet Movie Database war Eskiya im Januar 2019 auf Platz 193 gelistet.